# GAZ-MM
GAZ-MMは、ソビエト連邦で開発された中型トラックである｡
GAZ-AAの改良型として1938年から1948年にかけてゴーリキー自動車工場で生産され､その後はウリヤノフスク自動車工場で生産された｡

## バリエーション
GAZ-65
ハーフトラック型。1940年に試作のみ｡
4M GAZ-AAA
4連装 PM1910マキシムを搭載した対空トラック。
72-K GAZ-MM
第二次世界大戦中に製造された｡72-K 25mm対空砲を搭載した対空トラック。
GAZ-55
救急車型。
GAZ-42
木炭によるガス発生器を用いたトラック｡
GAZ-MM-V
簡易生産型。